# Вудоялы
Вудоя́лы (чув. Вӑтаел) — поселок в Ибресинском районе Чувашской Республики. Входит в состав Айбечского сельского поселения.

## География
Находится в центральной части Чувашии на расстоянии приблизительно 17 км на восток-северо-восток по прямой от районного центра посёлка Ибреси.

## История
Основана в XVII веке переселенцами из деревни Старое Бахтиярово Свияжского уезда (ныне Бахтиярово Янтиковского района). В 1721 году здесь было учтено 64 мужчины, в 1781 году 82 двора и 111 мужчин, в 1795 63 двора и 262 жителя, в 1856 548 жителей, в 1897 808, в 1926 году 248 дворов и 1074 жителя, в 1939 1307 жителей, в 1979 938, в 1989 735. В 2002 году отмечено 234 двора, в 2010 235. В период коллективизации работал колхоз им. Молотова.

## Население
Население составляло 809 человек (чуваши 99 %) в 2002 году, 828 в 2010.